# El Cerro de las Huertas
El Cerro de las Huertas är en ort i Mexiko.   Den ligger i kommunen Heroica Ciudad de Ejutla de Crespo och delstaten Oaxaca, i den sydöstra delen av landet, 400 km sydost om huvudstaden Mexico City. El Cerro de las Huertas ligger 1 511 meter över havet och antalet invånare är 633.
Terrängen runt El Cerro de las Huertas är varierad. Runt El Cerro de las Huertas är det ganska tätbefolkat, med 108 invånare per kvadratkilometer. Närmaste större samhälle är Ejutla de Crespo, 3,2 km väster om El Cerro de las Huertas. I omgivningarna runt El Cerro de las Huertas växer huvudsakligen savannskog.